# 岩田弘志
岩田弘志（1925年4月29日—2008年7月29日），日本政治家。曾担任北海道厅商工观光部部长，并于1979年起连续16年担任北海道室蘭市市长。2008年因脑干出血逝世。
长子岩田聪曾为日本电子游戏公司任天堂社长。